# Predator (film)
Predator je ameriški znanstveno-fantastični akcijski film iz leta 1987, ki ga je režiral John McTiernan po scenariju bratov Jima in Johna Thomasa. V filmu glavno vlogo igra Arnold Schwarzenegger, kateri upodablja Dutcha Schaeferja, vodjo elitne paravojaške reševalne ekipe na misiji reševanja talcev na ozemlju pod nadzorom gverilcev v srednjeameriškem deževnem gozdu, ki naleti na smrtonosnega Predatorja, spretnega, tehnološko naprednega Nezemljana, ki zasleduje in lovi tako njega kot tudi njegovo ekipo. V filmu igrajo tudi Carl Weathers, Elpidia Carrillo, Bill Duke, Richard Chaves, Jesse Ventura, Sonny Landham in Shane Black.
Scenarij je bil napisan leta 1984 z delovnim naslovom Lovec. Snemanje je potekalo od marca do junija 1986 z učinki bitij, ki jih je zasnoval Stan Winston, proračun pa je znašal približno 15 milijonov dolarjev. 20th Century Fox je film izdal 12. junija 1987 v ZDA, po svetu pa je zaslužil 98 milijonov dolarjev. Začetne ocene kritikov so bile mešane, a film od takrat velja za klasiko akcijskih in znanstvenofantastičnih žanrov ter za enega najboljših filmov osemdesetih let prejšnjega stoletja. Film je bil nominiran za oskarja za najboljše vizualne učinke.

## Vsebina
Nezemeljsko vesoljsko plovilo pošlje raketoplan proti Zemlji. Nekoliko pozneje so Dutch in njegova elitna paravojaška reševalna ekipa – izkušeni plačanec Mac, strokovnjak za eksplozive Poncho, možakar Blain, strokovni sledilec Billy in šaljivec Hawkins – zadolženi za reševanje lokalnega ministra, čigar helikopter je bil sestreljen v srednjeameriški džungli. Dutchov stari prijatelj in zaveznik v vietnamski vojni Dillon, zdaj agent Cie, spremlja ekipo, da nadzira misijo.
Ekipa najde razbitine helikopterja in sledi gverilskih vojakov ter tri odrta trupla, ki visijo visoko na bližnjih drevesih. Dutch identificira trupla kot zelene baretke in ustvari sum glede Dillonovih namenov, ko izve, da je bil helikopter opremljen za nadzor. Nizozemska ekipa napade gverilsko taborišče, ubije vojake in njihove ruske vojaške zaveznike ter izve, da so talci agenti Cie. Dillon prizna, da je bila ministrska zgodba laž, da bi Dutcha – ki noče uporabiti svoje ekipe za atentate – prepričal, naj odpravi taborišče in prepreči invazijo, ki jo je sponzorirala Sovjetska zveza. Dillon tudi razkrije, da je ekipa prvotne misije izginila in da so bile zelene baretke poslane, da jih najdejo. Dillon obdrži preživelo gverilko Anno v ujetništvo in ekipa odpotuje proti izvlečni točki.
Ne da bi ekipa vedela, jih tehnološko napreden humanoidni plenilec zasleduje od njihovega prihoda, ta ostaja neviden z napravo za prikrivanje in uporablja termično sliko, da vidi toploto njihovega telesa. Billy čuti prisotnost nečesa nečloveškega, vendar ne more potrditi svojih sumov. Anna pobegne, medtem ko je ekipa zmedena in čeprav jo Hawkins ujame, ga ubije plenilec, medtem ko Anne ostane v šoku. Medtem, ko ekipa išče Hawkinsovo truplo, plenilec ubije Blaina. Mac zagleda plenilčevo zakrito podobo in, jezen zaradi Blainove smrti, izzove ekipo, da na slepo izstreli svoje strelivo v džunglo in pri tem rani plenilca. Ekipa naredi taborišče za noč, z minami na območju. Divji prašič sproži past, plenilec pa izkoristi nastalo zmedo, da ukrade Blainovo truplo. 
Naslednji dan Dutch sklepa, da jih plenilec zasleduje iz krošenj dreves. Dutch izpusti Anno, saj mora sodelovati z njimi, da bi preživeli. Pripoveduje lokalne ljudske pravljice o pošasti, ki ubija moške in iz njihovih trupel jemlje trofeje, običajno v najbolj vročem vremenu. Ekipa zajame krošnje dreves, da plenilca prisili v mrežo, vendar mu uspe pobegniti in Poncho je poškodovan. Mac in Dillon, ki se ločita od ekipe, zasledujeta plenilca, vendar ju ujame in oba ubije. Plenilec kmalu ujame preživele in ubije Billyja in Poncha. Dutch ugotovi, da plenilec napada le tiste, za katere meni, da predstavljajo grožnjo, zato opozori Anno, naj odloži orožje in steče do točke izvleka. Dutch odvrne plenilca, preden pade s pečine v slap in ga naplavi na blatno obalo. Plenilec zasleduje Dutcha, vendar se zdi, da ga ne more videti, in odide po lobanje drugih kot trofeje. Dutch sklepa, da je blato prikrilo njegovo telesno toploto, zaradi česar je bil neviden za plenilca. 
Da bi se maščeval svoji ekipi, Dutch ustvari improvizirane pasti in orožje. Ko se stemni, se pokrije z blatom in zavpije, da bi plenilca pritegnil k sebi. Dutch uporabi svojo nevidnost, da rani plenilca in onesposobi njegovo maskirno napravo, vendar pade v reko in njegova blatna kamuflaža se spere z njega. Ker meni, da je Dutch vreden nasprotnik, plenilec odstrani svoje orožje in masko – razkrije pošastno podobo – in se z njim sooči v boju z roko v roko. Dutch, ki ga večje in močnejše bitje zlahka premaga, poskuša spraviti v ujeti predor, vendar plenilec posumi njegov načrt in ga ujame. Dutch sam sproži past in sprosti njeno protiutež, ki plenilca zdrobi. Smrtno ranjen plenilec aktivira napravo za samouničenje na zapestju. Dutch pobegne in komaj uide ogromni eksploziji, ki uniči območje.
Ko se zdani, prispe reševalni helikopter z Anno, da pobere izčrpanega in travmatiziranega Dutcha.

## Vloge
- Arnold Schwarzenegger kot Allan Dutch
- Carl Weathers kot Al Dillon
- Elpidia Carrillo kot Anna
- Bill Duke kot Mac
- Jesse Ventura kot Blain
- Sonny Landham kot Billy
- Richard Chaves kot Poncho
- Shane Black kot Hawkins
- R. G. Armstrong kot General Phillips
- Kevin Peter Hall / Peter Cullen (glas) kot Predator